# Leanira
En la mitología griega, Leanira (Λεάνειρα) o Laodamía (Λαοδάμεια / Laodámeia) es una hija de Amiclas y Diomede, y hermana de Cinortas y Jacinto. Se casó con el héroe epónimo Árcade, de quien concibió a Élato y a Afidante. 
En la Biblioteca se especifica que la esposa de Árcade tenía varias denominaciones, y entre sus variantes se pueden leer a Meganira, hija de Crocón o la ninfa Crisopelía. En la misma obra se especifica la filiación paterna de Leanira; su filiación materna es implícita. 